# Heteranthemis viscide-hirta
 Heteranthemis viscide-hirta  Schott, 1818 è una specie di piante angiosperme dicotiledoni della famiglia delle Asteraceae, sottofamiglia Asteroideae,  tribù Anthemideae  (Mediterranean clade) e sottotribù Glebionidinae.  Heteranthemis viscide-hirta è anche l'unica specie del genere  Heteranthemis  Schott, 1818.

## Etimologia
Il nome generico (Heteranthemis) deriva da due parole greche: "heteros" (= diverso, vario) e Anthemis, un genere delle Asteraceae a cui questo taxon assomiglia; il significato è "altro o diverso Anthemis".  L'epiteto specifico ( viscide-hirta) è formata da due parole: "viscide" (= viscoso, attaccaticcio) e "hirta" (= peloso, dal latino "hirtus").
Il nome scientifico della specie è stato definito dal botanico Heinrich Wilhelm Schott (1794–1865) nella pubblicazione " Isis oder Encyclopädische Zeitung. Jena" ( Isis (Oken) 1818, (Heft 5): 821, f. 5) del 1818. Il nome scientifico del genere è stato definito nella stessa pubblicazione.

## Descrizione
Portamento. La specie di questa voce è erbacea con un ciclo biologico annuale. L'indumento è formato da peli di tipo basifissi viscidi-ghiandolari.
Fusto. La parte aerea in genere è eretta, semplice o ramosa in alto. Altezza media: 10-30 cm (massimo 100 cm).
Foglie. Le foglie, in maggioranza cauline (picciolate o sessili e abbraccianti il fusto)), sono disposte in modo alterno ed hanno una lamina da seghettata-dentata a pennatosetta. Il contorno della lamina varia da obovato a oblungo. Le superfici sono ricoperte di peli irti e ghiandolari.
Infiorescenza. Le sinflorescenze sono formate da capolini solitari o raccolti (2-3 capolini) in modo corimboso lasso. Le infiorescenze vere e proprie sono composte da un capolino terminale peduncolato radiato. I capolini sono formati da un involucro, con forme da meniscoidi a emisferiche, composto da 20-30 brattee, al cui interno un ricettacolo fa da base ai fiori di due tipi: fiori del raggio e fiori del disco. Le brattee, piatte e a consistenza erbacea, con forme da ovate o obovate a lanceolate-deltate o lanceolate (non carenate abassialmente), ampiamente ialine/scariose sui margini e con canali resiniferi, sono disposte in modo più o meno embricato su 2-4 serie. Il ricettacolo, da convesso a conico, è sprovvisto di pagliette avvolgenti la base dei fiori. Diametro dell'involucro: 12-25 mm.
Fiori.  I fiori sono tetra-ciclici (formati cioè da 4 verticilli: calice – corolla – androceo – gineceo) e pentameri (calice e corolla formati da 5 elementi). Si distinguono in:
- fiori del raggio (esterni): da 13 a 21 per capolino, sono femminili, fertili e sono disposti su una serie; la forma è ligulata (zigomorfa); a volte possono mancare o essere sterili;
- fiori del disco (centrali): sono più numerosi (40-80) con forme brevemente tubulose (attinomorfe); sono ermafroditi fertili.

- Formula fiorale:

*/x K {\displaystyle \infty }, [C (5), A (5)], G 2 (infero), achenio
- Calice: i sepali del calice sono ridotti ad una coroncina di squame.

- Corolla:

- fiori del raggio: la forma della corolla alla base è più o meno tubulosa-imbutiforme, mentre all'apice è ligulata; la ligula, lineare, può terminare con alcuni denti; il colore generalmente è giallo;
- fiori del disco: la forma è tubulare bruscamente divaricata in 5 lobi; i lobi, patenti o eretti, hanno una forma deltata o più o meno lanceolata; il colore è giallo.

- Androceo: l'androceo è formato da 5 stami (alternati ai lobi della corolla) sorretti da filamenti generalmente liberi; gli stami sono connati e formano un manicotto circondante lo stilo. Le antere, con un collare di filamenti a balaustra, possono essere sia di tipo basifissa che medifissa. Il tessuto endoteciale (rivestimento interno dell'antera) è quasi sempre non polarizzato. Il polline è sferico con un diametro medio di circa 25 micron;  è tricolporato (con tre aperture sia di tipo a fessura che tipo isodiametrica o poro) ed è echinato (con punte sporgenti).

- Gineceo: l'ovario è infero uniloculare formato da 2 carpelli. Lo stilo (il recettore del polline) è profondamente bifido (con due stigmi divergenti) e con le linee stigmatiche marginali separate o contigue. I due bracci dello stilo hanno una forma troncata e possono essere papillosi o ricoperti da ciuffi di peli.

Frutti. I frutti sono degli acheni con pappo. In alcune specie è presente un certo dimorfismo tra gli acheni dei fiori ligulati esterni (sono trigoni con tre ali) e quelli tubulosi del disco centrale (sono piatti lateralmente con un'ala terminante apicalmente con spine). Il pericarpo è privo di cellule mucillaginifere e sacche di resina.

## Biologia
Impollinazione: tramite insetti (impollinazione entomogama tramite farfalle diurne e notturne).

Riproduzione: la fecondazione avviene fondamentalmente tramite l'impollinazione dei fiori.

Dispersione: i semi cadono a terra e vengono dispersi soprattutto da insetti come formiche (disseminazione mirmecoria). Un altro tipo di dispersione è zoocoria: gli uncini delle brattee dell'involucro (se presenti) si agganciano ai peli degli animali di passaggio che portano così i semi anche su lunghe distanze. Inoltre per merito del pappo (se presente) il vento può trasportare i semi anche per alcuni chilometri (disseminazione anemocora).

## Distribuzione e habitat
La specie di questa voce è distribuita in Algeria, Marocco, Portogallo e Spagna.

## Sistematica
La famiglia di appartenenza di questa voce (Asteraceae o Compositae, nomen conservandum) probabilmente originaria del Sud America, è la più numerosa del mondo vegetale, comprende oltre 23.000 specie distribuite su 1.535 generi, oppure 22.750 specie e 1.530 generi secondo altre fonti (una delle checklist più aggiornata elenca fino a 1.679 generi). La famiglia attualmente (2021) è divisa in 16 sottofamiglie; la sottofamiglia Asteroideae è una di queste e rappresenta l'evoluzione più recente di tutta la famiglia.

### Filogenesi
Il gruppo di questa voce è descritto nella tribù Anthemideae, una delle 21 tribù della sottofamiglia Asteroideae). In base alle ultime ricerche nella tribù sono stati individuati (provvisoriamente) 4 principali lignaggi (o cladi): "Southern hemisphere grade", "Asian-southern African grade", "Eurasian grade" e "Mediterranean clade". Il genere  Heteranthemis (insieme alla sottotribù Glebionidinae) è incluso nel Mediterranean clade..
All'interno della sottotribù  Heteranthemis  fa parte del gruppo originale (insieme ai generi Argyranthemum, Glebionis e Ismelia) delle Glebionidinae caratterizzato da un certo dimorfismo tra gli acheni dei fiori ligulati esterni e quelli tubulosi del disco centrale.
I caratteri distintivi della specie Heteranthemis viscide-hirta sono:
- il ciclo biologico è annuale;
- l'indumento è fatto di peli ghiandolari;
- gli acheni sono alati con spine apicali.

Il numero cromosomico della specie è: 2n = 18.
In base all'"orologio molecolare", questa specie ha iniziato a divergere circa 3,5 milioni di anni fa.

### Sinonimi
Sono elencati alcuni sinonimi per questa entità:
- Chrysanthemum viscide-hirtum (Schott) Thell.

Sinonimi per il genere:
- Centrachena Schott ex Rchb.
- Pinardia Cass.